# Les Bondons
Les Bondons este o comună în departamentul Lozère din sudul Franței. În 2009 avea o populație de 141 de locuitori.

## Evoluția populației
| An        | 1975 | 1982 | 1990 | 1999 | 2006 | 2009 |
| --------- | ---- | ---- | ---- | ---- | ---- | ---- |
| Populație | 234  | 194  | 159  | 150  | 140  | 141  |